# 中山竹通
中山 竹通（なかやま たけゆき、1959年12月20日 - ）は、長野県北安曇郡池田町出身の日本の元陸上競技（長距離種目）選手、指導者。身長180cm、体重58kg（現役当時）。息子の中山卓也も陸上長距離種目選手。
1980年代後半に瀬古利彦や宗茂、宗猛兄弟、新宅雅也らと、1990年代前半には谷口浩美、森下広一らと日本マラソン界をリードした。2時間10分を切るサブテン5回は川内優輝、高岡寿成に続き、瀬古利彦、佐藤敦之、藤原新と並び日本歴代3位タイ、2時間9分を切るレース4回は高岡と並び日本最多タイ（2014年現在）。

## 来歴
生家は山間の農家だった。長野県池田工業高等学校時代に陸上競技を始める。高校3年時には国民体育大会長野県予選の少年男子A5000mで優勝するも、記録的に本選で上位に入れそうもないと判断され、派遣を見送られる。
高校卒業時、陸上部のある県下の養命酒への採用がほぼ内定していたが、高校教師の手違いで東京の養命酒本社に出向く日にバスケットシューズをはいていったところ、それが実は面接で、結局中山は不採用となった。そのため国鉄に臨時職員として入る。国鉄では車両基地で清掃作業などをしながら走っていた。高校時代の指導者が富士通長野工場の陸上部監督に相談して入社、ようやく安定した環境で走れるようになる。とはいえ、陸上部の選手への特別扱いはなく、通常の勤務や残業をこなしながらの競技生活だった。この間、中山は瀬古利彦のフォームを研究しながら、世界に勝てるスピードを得るためにつま先から着地する走法を身につける。1983年3月、中日名古屋スピードマラソンの男子30kmの部に出場、3位に入る（優勝した中村孝生と22秒差）。当時旗揚げに際して選手の確保が進まなかったダイエー陸上部のメンバーがテレビ中継でこの走りを見て獲得をコーチの佐藤進に進言し、半年後にダイエーに入社した。佐藤の立てた厳しいトレーニングメニューを中山はこなし、練習量を増やした。同年12月の福岡国際マラソンで初マラソンを走る。瀬古利彦が優勝したこのレースで中山は14位であった。
翌1984年の福岡国際マラソンで2時間10分00秒で初優勝。
1985年4月14日のワールドカップマラソン広島大会で日本最高記録で世界歴代3位（当時）の2時間8分15秒でアーメド・サラ（ジブチ）に次ぐ2位でフィニッシュ。
1986年にはソウルアジア大会では、序盤から銀メダルとなる谷口浩美らを振り切り独走、2時間8分21秒のタイムで圧勝した。この記録は、30年以上経った現在でもアジア大会の男子マラソンの大会記録として未だ破られていない。
1987年7月2日には、ワールド・ゲームズ（ヘルシンキ）の10000mで日本新記録（当時）となる27分35秒33をマークした。この新記録樹立は、従来の記録保持者であった瀬古に対して、1988年ソウルオリンピックの代表選考を前にスピード面での優位をアピールする狙いがあった。
同年12月6日のソウルオリンピック代表選考会となる福岡国際マラソンでは、雪混じりの雨天の中を20キロ通過時点で1時間を切り、35キロ地点まで当時の世界記録を49秒上回るハイペースで飛ばし、最後に失速するも2位以下に2分以上の大差をつける2時間8分18秒で圧勝した。
1988年のソウルオリンピックでは日本の代表3人（ほかに瀬古、新宅）の中ではもっともメダルの呼び声が高く、金メダル候補に推す声も大きかった。2年前にほぼ同じコース・季節のアジア大会マラソンに2時間8分台で優勝していたこともその理由である。本番では中山は他の日本人選手が30km過ぎまでに全員脱落する中、35Km過ぎまで先頭4人（他の3人は、ジェリンド・ボルディン（イタリア）、ダグラス・ワキウリ（ケニア）、サラ）の一角に加わっていたが、ゴールの競技場が視界に入ったところで集団から後退した。中山は最後に追い上げるが、サラに6秒差でそのまま4位でゴールする（ほか日本選手では瀬古利彦が9位、新宅永灯至は17位に終わった）。このとき「金メダルでなければ2位もビリも一緒」と発言したと伝えられた。ソウル五輪前、ダイエーの中内㓛会長は「優勝したら純金のメダルをやる」（当時、オリンピックの金メダルは金メッキか金張りと定められていた）と発言していたが、前記の発言を受けると一転して中山を非難する感想を漏らした。直前の合宿で蓄積した疲れが取れなかったことが敗因だった。
ソウル五輪後、指導者の変更を経て、1990年の東京国際マラソンでは、世界最高記録保持者のベライン・デンシモ（エチオピア）、1984年ロサンゼルスオリンピック男子マラソン銀メダリストのジョン・トレーシー（アイルランド）らを相手に序盤から独走で優勝した。
1991年の別府大分毎日マラソンでは森下広一との一騎討ちとなる。このレースでは1987年の福岡国際以来のサブテンとなる2時間9分12秒で森下に次ぐ2位に入る。このときレース中、森下と併走していた39km過ぎに中山は「日の丸を背負うなら、前に出ろ」と声を上げて促した。
1992年の東京国際マラソンでも森下とのデッドヒートに惜敗して2位となったが、2大会連続のオリンピック代表に最後の3番手で選出される。その1992年バルセロナオリンピック・男子マラソンではゴール地点の競技場へ3位争いで現れたが、トラックでシュテファン・フライガング（ドイツ）に抜かれて4位となった。メダルには手が届かなかったが、二大会連続でオリンピック入賞を果たした。
バルセロナオリンピック後に一線を退き、後進の指導にあたる。
大阪産業大学、同付属高等学校などの陸上部監督を経て、2004年4月より2009年3月まで愛知製鋼陸上部監督をつとめた。愛知製鋼退任後もマラソン解説者、指導者、講演活動を続けている。
2018年3月に、佐賀県で開催された「さが桜マラソン」にゲストランナーとして出場、コンディションは万全ではなかったが3時間39分で完走した。

## 人物
その強い個性ゆえ、指導者との間でもしばしば軋轢が起きた。彼をダイエー陸上部に招いた育ての親でもある佐藤進とはソウル五輪後に訣別。日本陸連はその後任として、君原健二を育てた高橋進をあてがったが、自身の経験と実戦に立脚する中山は、理論優先の高橋の指導には従わなかった。
マスコミの「オリンピック至上主義」的な報道姿勢に対しては批判的な意見を持つ。マラソン自体の持つ価値から見ると、オリンピックのマラソン競技はベストとはいえないというのがその根拠で、「メダルを取れなかったからといわれるのを覚悟の上で率直に言うと、オリンピック（のマラソン）はつまらないというのが正直な印象だった」と述べている。
マラソンのトップ選手に至るまでの過程から、勝負にこだわるのがマラソンであり、楽しそうに走っている市民ランナーを見ると腹が立つと発言したこともあった。
ソウルではアジア大会やオリンピックを含めて4回マラソンを走っており、バルセロナ五輪男子マラソン金メダリストの黄永祚は高校時代にテレビで中山を見てマラソンに進むことを決め、後に別府大分毎日マラソン主催者の招きで来日した際に中山を紹介されると直立不動になったという。

### ソウル五輪代表選考での発言
ソウルオリンピック代表選考における瀬古利彦への扱いを巡り語ったとされる「瀬古、這ってでも出てこい!」という発言（実際の発言内容については後述）は、中山の個性を端的に表すものとして付きまとうことになった。
当時、ソウル五輪の男子マラソン選考会は次の通り設定されていた。
- 福岡国際マラソン
- 東京国際マラソン
- びわ湖毎日マラソン

ただしオリンピック候補選手、強化選手は必ず福岡に出場することとされ、実質「福岡一発選考」とされた。
しかし瀬古利彦が怪我で欠場したことにより、瀬古の福岡欠場時に怪我をした瀬古への配慮として日本陸上競技連盟は、「瀬古利彦はびわ湖毎日マラソンで好成績を出せば良い」との判断が出されたとされ、半ば後出し同然で代表選考は福岡一発選考ではなくなった。瀬古はびわ湖で平凡な記録ながら優勝し、結果としてソウルオリンピック代表に選ばれた。
メディアは挑発的な響きを帯びた表現を「中山の発言」として用いたが、中山自身は瀬古欠場の感想を問われたのに対して「自分なら這ってでも出ますけどね」と答えている。
中山は引退後の1999年のインタビューで瀬古について「（仲が）いいとか悪いとか、そういう親しい関係ではなかったし、あくまでも自分の大きな目標だった。尊敬していなければ目標にはならない」と述べている。また、2013年のインタビューでは「ぼくが恵まれていたかもしれないのは、遠い存在とはいっても、ぼくの前に宗さんたちがいて、瀬古さんがいましたから。ぼくにとって、宗さんたちは現実でした。（中略）瀬古さんはその反対で架空でした。強いけど、何をやっているのかまるで分からない。（中略）世の中に出るためには、この人たちからマラソンを学ばなければならないと思いました。」とその存在について語っている。
2010年1月26日に、東京マラソン関連のイベントとして開催されたトークショーに瀬古とともに出演し、「和解の握手」を交わした。トークショーの冒頭に瀬古が「オレは中山のことが好きだけど、中山は（オレのことが）嫌いだった」と発言したのに対し、中山は「ずっと雲の上の存在。それと勝負とは違う」と返答した。

## マラソン成績
| 年月    | 大会名                 | タイム      | 順位   | 備考                                                 |
| ------- | ---------------------- | ----------- | ------ | ---------------------------------------------------- |
| 1983.12 | 福岡国際マラソン       | 2：14：15   | 14位   |                                                      |
| 1984.09 | ソウル国際マラソン     | 2：15：45   | 3位    | バイクの先導ミスにより距離不足のため、記録は非公認。 |
| 1984.12 | 福岡国際マラソン       | 2：10：00   | 優勝   | 当時日本歴代5位                                      |
| 1985.04 | W杯マラソン広島大会    | 2：08：15   | 2位    | 当時日本最高記録、当時世界歴代3位                    |
| 1985.09 | ソウル国際マラソン     | 2：10：09   | 優勝   |                                                      |
| 1986.02 | 東京国際マラソン       | 2：08：43   | 4位    |                                                      |
| 1986.10 | ソウルアジア競技大会   | 2：08：21   | 優勝   | 大会記録                                             |
| 1987.02 | 東京国際マラソン       | 2：10：33   | 2位    |                                                      |
| 1987.12 | 福岡国際マラソン       | 2：08：18   | 優勝   | 当時大会最高タイ記録、ソウル五輪代表選考会           |
| 1988.10 | ソウルオリンピック     | 2：11：05   | 4位    | 五輪初入賞                                           |
| 1989.04 | ボストンマラソン       | ----------- | (棄権) |                                                      |
| 1990.02 | 東京国際マラソン       | 2：10：57   | 優勝   |                                                      |
| 1991.02 | 別府大分毎日マラソン   | 2：09：12   | 2位    |                                                      |
| 1991.09 | 東京世界陸上競技選手権 | ----------- | (棄権) |                                                      |
| 1992.02 | 東京国際マラソン       | 2：10：25   | 2位    | バルセロナ五輪代表選考会                             |
| 1992.08 | バルセロナオリンピック | 2：14：02   | 4位    | 五輪二大会連続入賞                                   |

## 著書
- 『挑戦 炎のランナー 中山竹通の生き方・走り方』（井上邦彦との共著)、自由国民社、2000年3月、ISBN 978-4426764029）